# Heinrich Haase
Heinrich Haase (* 20. August 1897 in Mühlhausen; † 11. Dezember 1960) war ein deutscher Politiker (KPD) und ehemaliger Abgeordneter im Beratenden Landesausschusses, einem Vorgänger des Hessischen Landtags.
Heinrich Haase arbeitete als Rundfunktechniker, Bildhauer und Zeichner in Grebenstein (Kreis Hofgeismar). Vom 26. Februar 1946 bis zum 29. März 1946 war Heinrich Haase Mitglied des ernannten Beratenden Landesausschusses Groß-Hessen. Er nahm nur an der Eröffnungssitzung teil. Für ihn rückte Karl Willmann nach.